# Caterina Gattai Tomatis
Caterina Gattai, właśc. Cecilia Caterina Maria Filippazzi, zamężna Tomatis, hrabina de la Vallery et de la Loux, baronowa de la Bridoire (ur. 1747 w Mediolanie, zm. ok. 1792 w Warszawie) – włoska tancerka baletowa i kurtyzana związana z Polską. Metresa króla Stanisława Augusta, który do końca życia wspierał ją finansowo i zamawiał jej portrety do galerii malarskiej trofeów swoich podbojów miłosnych.
Jedna z bohaterek polskiego epizodu pamiętników Giacomo Casanovy (1725–1798). Od 1767 żona antreprenera królewskiego teatru, byłego oficera armii austriackiej, włoskiego awanturnika i hazardzisty, Carla Alessandra Tomatisa (1739–1797), znanego w Polsce także jako Karol Tomatys, hrabia de la Vallery et de la Loux, baron de la Bridoire. Bywała również notowana jako: Catai, Cataij, Cataja, Cattai, Gataie, Gatei, Gattei, Gattay, Kataja, Katajo itd.; a po zamążpójściu jako: Thomatis, Tomatisowa, Tomatys, Tomatysowa . Spolszczano i zniemczano także jej włoskie imię w zależności od języka publikacji.

## Życiorys

### Pochodzenie
Urodziła się w Mediolanie, w 1747 roku, z nieustalonych rodziców, jako Cecilia Caterina Maria Filippazzi lub Filipazzi, co nasuwa wniosek, że używane w latach 1760–1766 nazwisko Gattai (kotka?) było jej pseudonimem scenicznym.

### Kariera zagraniczna
Nie wiadomo gdzie uczyła się tańca, zapewne w rodzinnym Mediolanie. W teatrze zadebiutowała w wieku lat trzynastu, co było normalną praktyką w balecie tamtych czasów. Jesienią roku 1760 i w karnawale 1760/61 tańczyła na scenie weneckiego Teatro San Angelo w trzech operach komicznych według Carlo Goldoniego. Należała wtedy do 13-osobowego zespołu baletowego wybitnego włoskiego tancerza „grottesco” Gennaro Magriego, który powrócił właśnie po występach w Wiedniu i debiutował w Wenecji jako choreograf.
We wrześniu 1761 roku znalazła się w Pradze, związana z trupą teatralną austriackiego aktora komediowego Johanna Josepha Felixa von Kurza w Theater an der Kotzen. Była tam główną tancerką, partnerką sceniczną włoskiego solisty i baletmistrza Ignazia Clerico. W połowie 1763 roku Kurz przerwał jednak działalność w Pradze, by występować gościnnie w Wenecji. Wtedy Gattai i Clerico powrócili w swoje rodzinne strony. W karnawale 1763/64 tańczyli już oboje w jego baletach na scenie Teatro del Falcone w Genui. Natomiast jesienią 1764 roku Gattai występowała w zespole francuskiego baletmistrza Vincenta Sauniera, jako pierwsza tancerka „mezzo carattera” we florenckim Teatro Pergola.

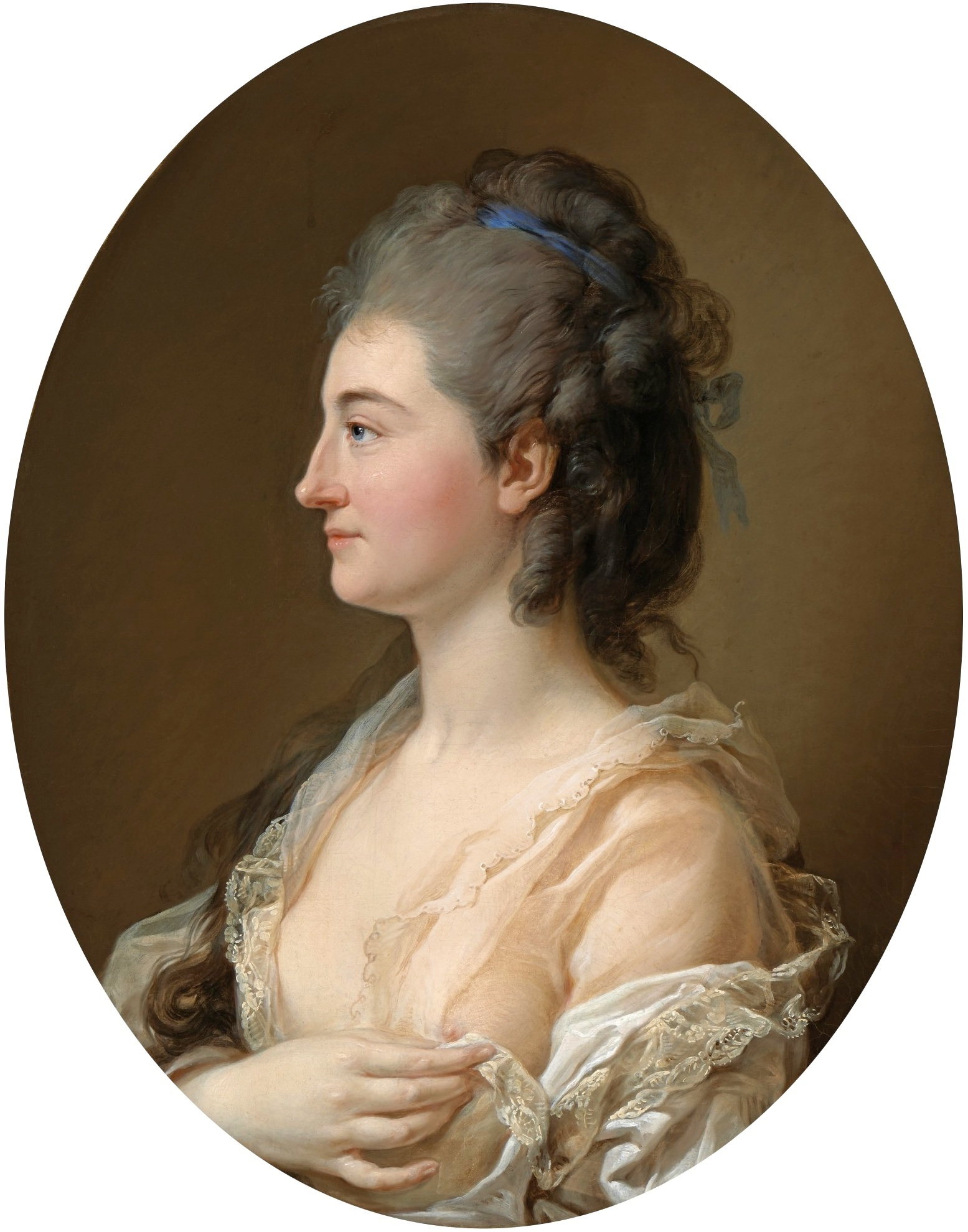
Caterina Tomatis, portret Marcella Bacciarellego (1778/1779)

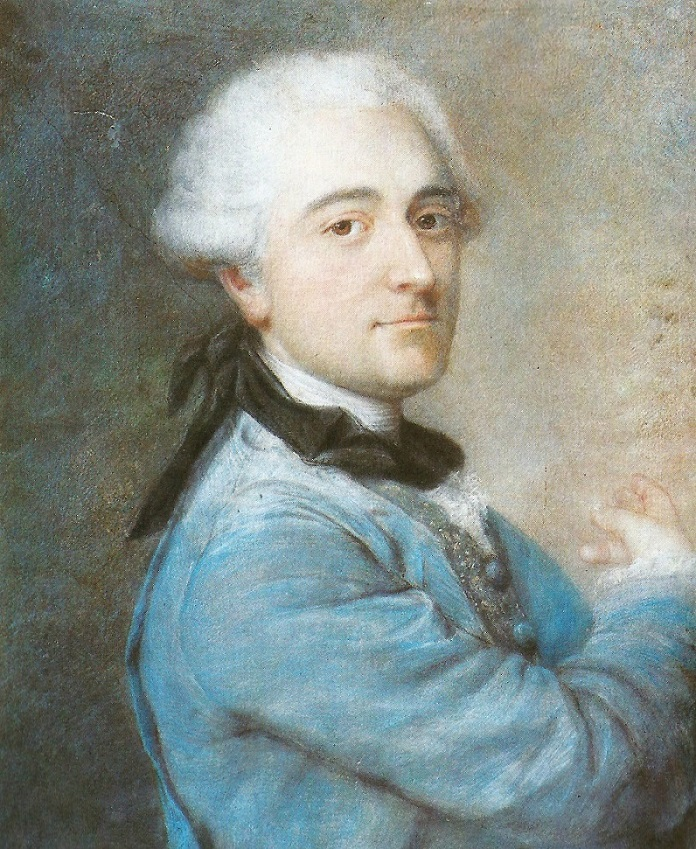
Stanisław August Poniatowski, pastel nieznanego autora

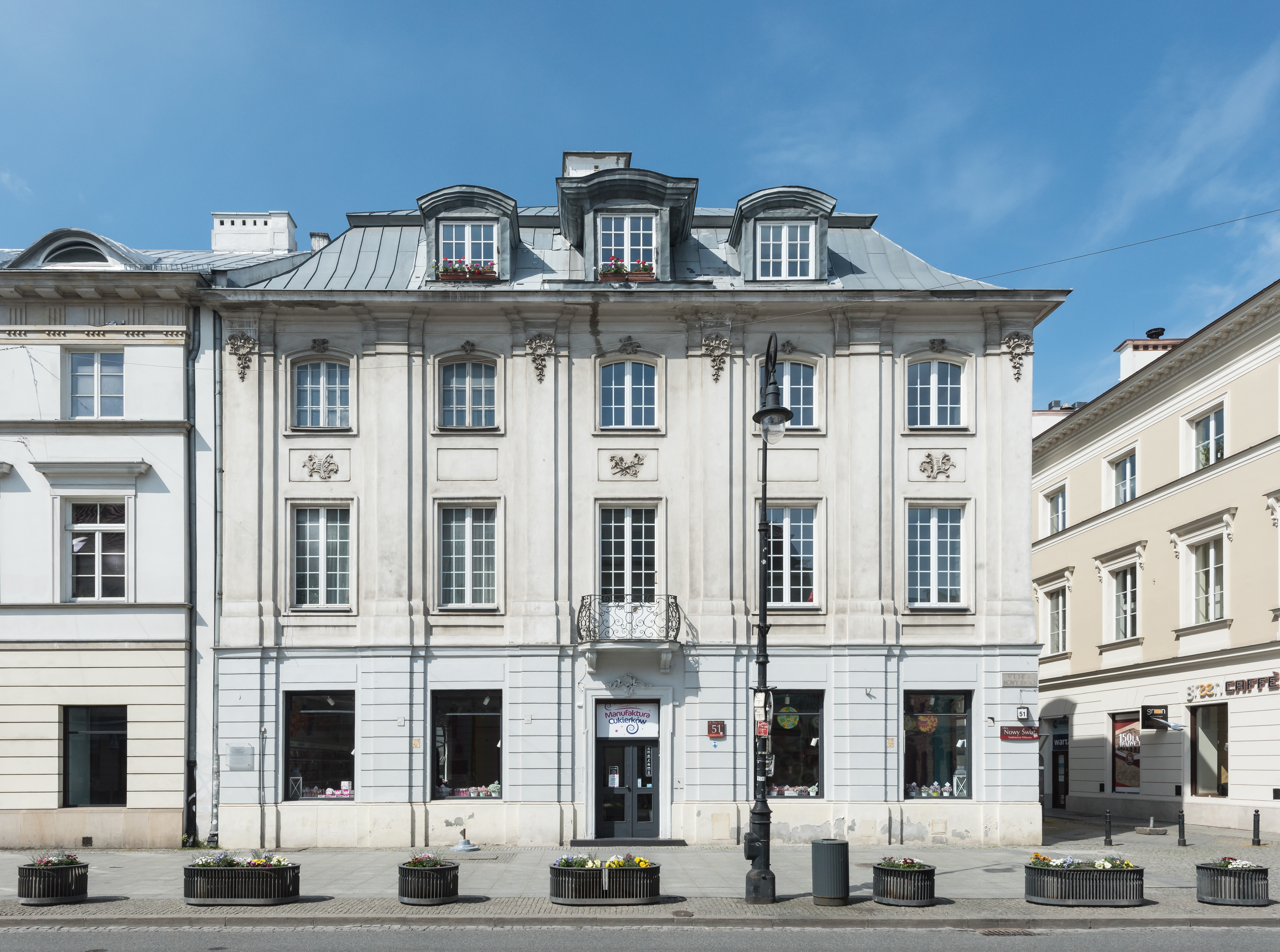
Pałacyk Tomatisów przy Nowym Świecie (2020)

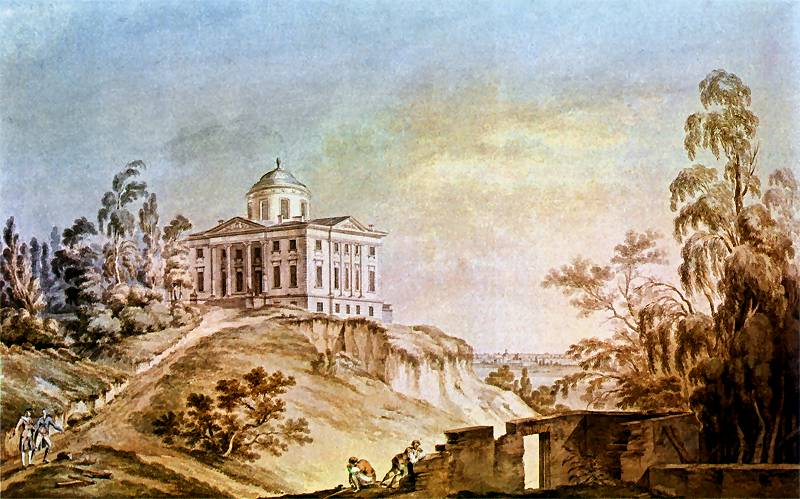
Pałac Tomatisów w Królikarni, akwarela Zygmunta Vogla (1791)

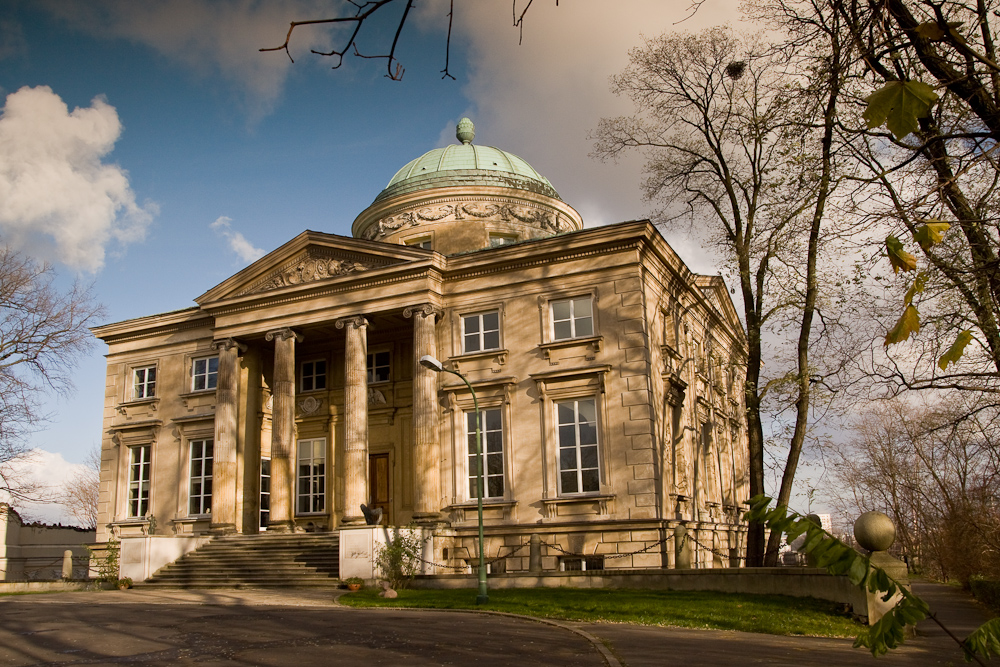
Pałac Tomatisów w Królikarni (2012)

### Na polskiej scenie
Wiosną 1765 roku poznała w Wenecji 26-letniego Carla Tomatisa, byłego oficera armii austriackiej, a potem „kawalera” poselstwa austriackiego w Sankt Petersburgu, którego król Stanisław August zatrudnił w grudniu 1764 jako organizatora i antreprenera przyszłego teatru publicznego, a następnie wysłał do Włoch, aby szukał tam śpiewaków i tancerzy do pierwszego warszawskiego zespołu operowo-baletowego. Artyści przyjechali do Warszawy w lipcu 1765. Wśród nich była Gattai, już wtedy kochanka Tomatisa, który zagwarantował jej pozycję primabaleriny „demi-caractere” w swoim zespole. Jeszcze w tym samym miesiącu zaczęła występować na scenie Operalni. Była niezwykle urodziwa, więc szybko przyciągnęła widzów i zyskała wielkie powodzenie. Po jej występie w roli bogini Hebe napisano: „Ta młoda osoba, pierwsza tancerka królewskiego teatru, wywiązała się z tego z wszelkimi wdziękami jakie ożywia szczęśliwy wiek osiemnastu lat, które ozdabiają piękno oblicza najbardziej czarownymi powabami i przydają nieustannego blasku pełnej wdzięku sylwetce. Słowem wydawało się, że była to sama Hebe”. Jej partnerem scenicznym był ceniony tancerz Pietro Godardi, także zaangażowany w Wenecji przez Tomatisa.
Wśród wielbicieli artystki znalazły się wkrótce ważne osobistości dworu, między innymi: stolnik koronny i nadzorca teatru, hrabia August Moszyński, podstoli koronny Franciszek Ksawery Branicki, strażnik wielki koronny książę Stanisław Lubomirski, ambasador rosyjski książę Nikołaj Repnin, a nawet król Stanisław August. Obsypywali ją prezentami, a Moszyński wynajął dla niej i utrzymywał elegancki dom w jurydyce Leszno, gdzie tancerka rezydowała i przyjmowała dostojnych gości. Za to nie szczędziły jej złośliwości polskie damy; hrabianka Urszula Wielopolska w liście z Warszawy twierdziła, że „Kataja jest tu w opinii pysznej, zuchwałej i impetliwej kobiety”.
W domu Gattai bywał też Stanisław August. O ich relacjach donosił z Warszawy agent saski, Johann Heine, dobrze zorientowany w tajemnicach tutejszych salonów. Podobno król tam właśnie zaproponował tancerce pozycję oficjalnej metresy, na co odpowiedziała: „Gdybym miała zostać metresą Waszej Królewskiej Mości, musiałabym otrzymać zaopatrzenie wystarczające mi na całe życie, nie mogę bowiem zadowolić się drobnymi podarkami miesięcznymi”. Innym znów razem monarcha zamknął się z nią sam na sam w zacisznej alkowie, co Heine komentował: „Z tego powodu Tomatis biegał po ogrodzie jak szalony i martwym drzewom powierzał swoje kłopoty. Cataja wydaje się być uległa wobec króla, z czego Tomatis ciągnie prawdopodobnie swoje korzyści”.
Carlo Tomatis zręcznie wykorzystywał jej powodzenie, czepiąc z tego rozmaite korzyści. Przy wsparciu hrabiego Moszyńskiego nie tylko uzyskał od króla aż dziesięcioletni kontrakt antreprenera teatru, ale też wyłączność na organizowanie w Warszawie dochodowych redut (publicznych balów maskowych) i salonu gier hazardowych. Przynosiło mu to wielkie zyski, umożliwiając legalne ogrywanie zamożnych gości. Caterinie zawdzięczał też poufne i nieformalne nadanie mu przez króla w 1766 roku tytułów hrabiego de la Vallery et de la Loux, barona de la Bridoire i szambelana dworu. Wyśmiewano się z nich w Polsce, ale podnosiły jego prestiż za granicą, stając się przepustką na europejskie salony. Potomkowie Cateriny Tomatis szczycili się tytułem hrabiowskim przez ponad sto lat.

### Ważniejsze kreacje
Rekonstrukcja występów Cateriny Gattai na podstawie dostępnych źródeł włoskich, austriackich i polskich:
- 1760: tańce – Amor contadino, opera komiczna Carlo Goldoniego, muzyka Giovanni Lampugnani, choreografia Gennaro Magri, Teatro San Angelo, Wenecja[4];
- 1760: tańce – L’amore artigiano, opera komiczna Carlo Goldoniego, muzyka Gaetano Latilla, choreografia Gennaro Magri, Teatro San Angelo, Wenecja[17];
- 1761: tańce – Amore in caricatura, opera komiczna Carlo Goldoniego, muzyka Vincenzo Ciampi, choreografia Gennaro Magri, Teatro San Angelo, Wenecja[18];
- 1761–1763: tańce w przedstawieniach operowych i komediowych, choreografia Ignazio Clerico, Theater an der Kotzen, Praga[5];
- 1763: Arianna (?) – Arianna e Teseo, choreografia Ignazio Clerico, Teatro del Falcone, Genua[6];
- 1763: tańce – Baccanali di varie nazioni, choreografia Ignazio Clerico, Teatro del Falcone, Genua[6];
- 1764: Alcesta (?) – Admeto e Alceste, choreografia Vincent Saunier, Teatro Pergola, Florencja[8];
- 1764: tańce – Le furberie d’amore, choreografia Vincent Saunier, Teatro Pergola, Florencja[8];
- 1765: tańce – La buona figliuola puta, opera komiczna Carlo Goldoniego, muzyka Niccolò Piccinni, choreografia Bartolomeo Cambi[19], Operalnia, Warszawa[20];
- 1765: Hebe – L’Isle d’amour, ou Hébé, l’Amour et les Grâces, balet, muzyka Heinrich Megelin, choreografia Bartolomeo Cambi, podczas festynu zorganizowanego przez Moszyńskiego dla króla w Tarchominie pod Warszawą[21];
- 1765: tańce – La musica al trono, kantata z baletem, muzyka Mattia Gherardi i Heinrich Megelin, choreografia Bartolomeo Cambi, podczas tego samego festynu w Tarchominie[22];
- 1765: tańce – Il mercato di Malmantile, opera komiczna Carlo Goldoniego, muzyka Domenico Fischetti, choreografia Bartolomeo Cambi, Operalnia, Warszawa[23];
- 1765: tańce – Gli uccellatori, opera komiczna Carlo Goldoniego, muzyka Florian Leopold Gassmann, choreografia Bartolomeo Cambi, Operalnia, Warszawa[24];
- 1765: tańce – La libertà, kantata z baletem, muzyka Ferardini i Michał Kazimierz Ogiński, choreografia Bartolomeo Cambi, Operalnia, Warszawa[25];
- 1765: tańce – Natręci, komedia Józefa Bielawskiego z dwoma baletami, muzyka N.N., choreografia Bartolomeo Cambi lub Vincent Saunier, Operalnia, Warszawa[26][27];
- 1766: tańce – Soliman II, ou Les Trois sultanes, komedia Charles’a Favarta z divertissement tanecznym, muzyka Paul-César Gibert, choreografia Vincent Saunier, Operalnia, Warszawa[28];
- 1766: tańce – La contadina in corte, opera komiczna z baletem, muzyka Antonio Sacchini, choreografia Bartolomeo Cambi, Operalnia, Warszawa[29].

### Według Casanovy
Caterinę Gattai uwiecznił w swoich pamiętnikach Giacomo Casanova, który przebywał w Polsce (październik 1765–lipiec 1766), uczestnicząc intensywnie w warszawskim życiu teatralnym i towarzyskim. Tuż po przyjeździe dowiedział się od przyjaciela, „że Tomatis, dyrektor opery komicznej, miał wygrać w Warszawie wielki los: ma on podobno tancerkę z Mediolanu, niejaką Catai, która bardziej swoimi wdziękami aniżeli talentem zachwyca całe miasto i dwór”. Chwalił urodę Gattai (którą nazywał Catai), ale nie darzył jej uznaniem jako tancerki. Po obejrzeniu pierwszej próby w Operalni odnotował, że „artystki są ładne, szczególnie zaś Catai, chociaż o tańcu nie miała jednak pojęcia”.
Mimo to przez kilka miesięcy jej występy cieszyły wielkim powodzeniem. Pozycja artystki w teatrze została jednak poważnie zachwiana już w grudniu 1765 roku, gdy do Warszawy przyjechała niespodziewanie z Wiednia, znana wówczas włoska balerina Anna Binetti, ze swym przystojnym i utalentowanym partnerem Charles’em Le Picqiem, uczniem Jeana-Georges’a Noverre’a. Według Casanovy: „Z tego powodu jednak rozgniewała się bardzo Catai, albowiem Binetti przyćmiła ją nie tylko talentami, ale nawet popełniła o wiele większy nietakt, odbierając jej wielbicieli. Za jej namową Tomatis nękał Binetti takimi przykrościami, że obie tancerki stały się zawziętymi nieprzyjaciółkami”. W następstwie wynikłych z tego intryg i skandali, opisanych w pamiętnikach Casanovy, Gattai musiała jednak w końcu ustąpić pierwszeństwa konkurentce. W rok później zerwano również kontrakt dyrektorski z Tomatisem za cenę wysokiego odszkodowania. Nie wpłynęło to na jego osobiste stosunki ze Stanisławem Augustem, który przez wiele lat korzystał z usług finansowych zręcznego w interesach Włocha, a jednocześnie z wdzięków jego pięknej żony, która stała się wkrótce królewską kochanką.

### Hrabina Tomatis

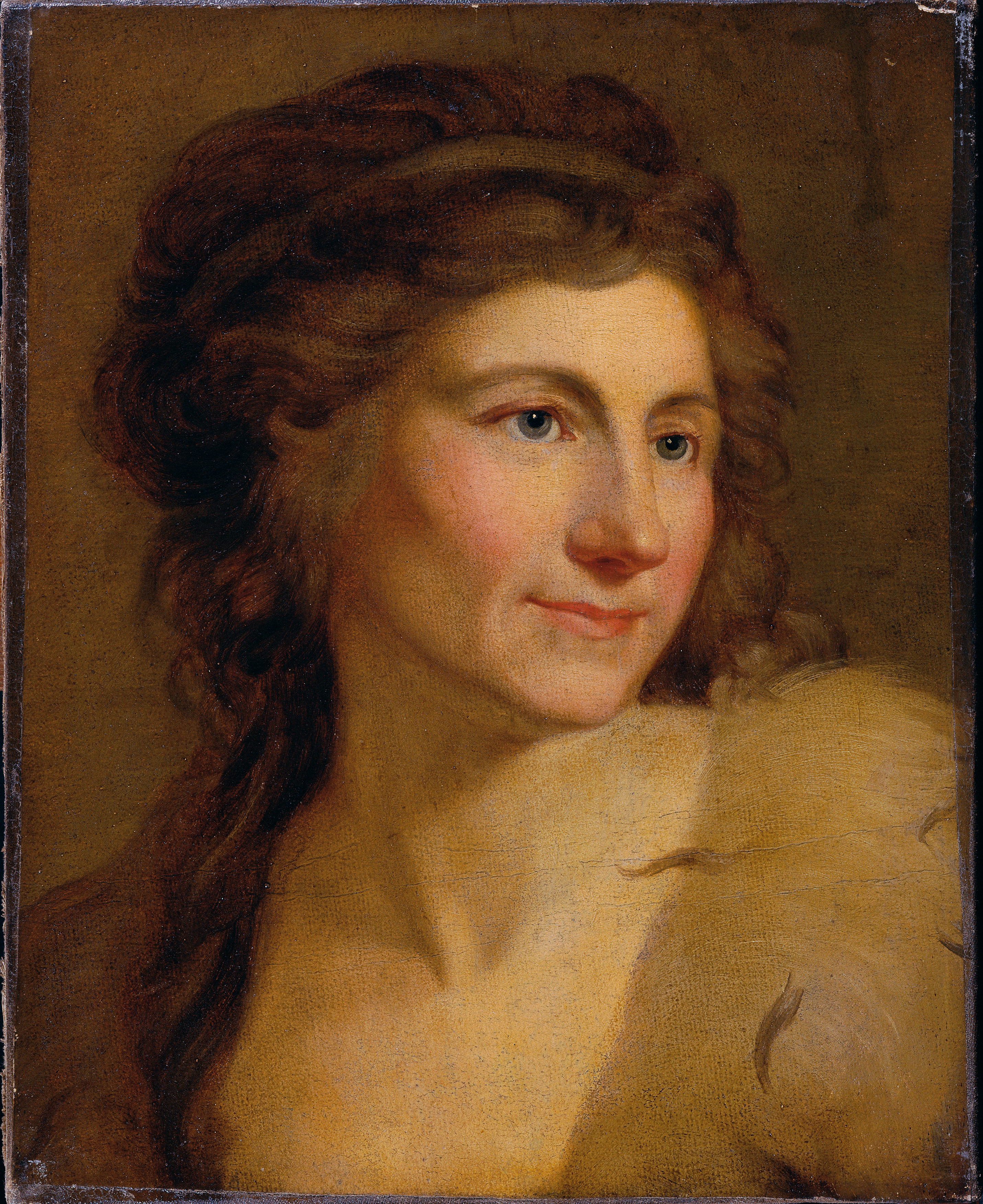
Caterina Tomatis, portret Giovanniego Battisty Lampiego (ok. 1790)

Wiosną 1766 roku Gattai porzuciła karierę tancerki i w 1767 wyszła za mąż za świeżo upieczonego „hrabiego” i „barona” Tomatisa. Przyjęła wtedy pozycję lwicy salonowej i jawnej metresy króla, którą cieszyła się do końca życia. W 1775 roku Tomatis zdobył nawet dla siebie i najbliższych szanowany w Europie order Komandora św. Maurycego i Łazarza od króla Sardynii Wiktora Amadeusza III. Jesienią roku 1778 spotykał Tomatisów u księcia Augusta Czartoryskiego w Warszawie szwajcarski podróżnik Johann Bernoulli i tak ich opisywał: „Hrabina Tomatis, niewątpliwie należy do kobiet odznaczających się tu najświetniejszą pięknością i wdziękiem, choć obecnie już wyszła poza pierwszy rozkwit. Mąż jej kiedyś nawet z gazet znany był jako wielki gracz, a więc nie bardzo zaszczytnie; teraz atoli przywykł do mniejszej gry i skromniejszego życia. Z żoną bywa prawie codziennie u ks. wojewody. Widzą ich tu chętnie jako rzeczywiście bardzo rozumnych i przyjemnych ludzi”. Od Juliana Ursyna Niemcewicza wiemy z kolei, że jeszcze w 1779 roku pani Tomatis była „panującą” wśród kochanek królewskich.
Zachowało się więcej przekazów na temat jej późniejszego życia. Wynika z nich, że przez długie lata zachowała urodę, wysoką pozycję towarzyską i opiekę finansową Stanisława Augusta. Jej swobodnemu trybowi życia nie przeszkodziło ani małżeństwo, ani niechlubna opinia o mężu, który po utracie posady antreprenera prowadził żywot spekulanta, lichwiarza i intryganta, lecz mimo to cieszył się stałą życzliwością króla. Nie bacząc na swą nadszarpniętą reputację Tomatisowie prowadzili wystawne życie towarzyskie w swoich kolejnych domach, byli przyjmowani na dworze i w salonach Warszawy, jeździli do wód za granicę, bywali we Turynie, Wiedniu i Paryżu.
W latach 70. Tomatis przejął za długi karciane od księcia Adama Ponińskiego pałacyk przy Nowym Świecie w Warszawie, który odsprzedał około 1784 roku księciu Hieronimowi Sanguszce. W 1781 roku odwiedził tam Tomatisów szambelan pruski Ernst von Lehndorff, który następująco opisał tę wizytę: „Popołudnie spędziłem u hrabiny Tomatis. Opowiedzenie jej historii trwałoby zbyt długo. W każdym razie oboje doszli do bogactwa i poważania; ona zaczęła karierę jako tancerka, on zaś jako karciarz; otrzymali tytuł hrabiowski i cieszą się szczególnym szacunkiem króla i wielkiego świata. Pani Tomatis jest miła, a jej mąż bardzo przyzwoity. (...) Prałat Ghigiotti wydaje na moją cześć śniadanie, a hrabia Tomatis i jego piękna żona najwytworniejsze kolacje. Odwiedziłem również Królikarnię, majątek hrabiego, który buduje tam wspaniałą rezydencję”.
Caterina Tomatis miała także dworek letni na terenie królewskiego Ujazdowa przy tzw. Alei (w miejscu obecnego Pałacu Sobańskich), po sąsiedzku z rezydencją letnią Elżbiety Grabowskiej, uważanej za żonę morganatyczną króla. Tomatisowie dorobili się wielkiej fortuny, czego ukoronowaniem był zakup w 1778 roku przez nich od księżnej Elżbiety z Czartoryskich Lubomirskiej podmiejskich terenów tzw. Królikarni, a potem urządzenie tam wspaniałego parku i wzniesienie w 1786 roku okazałej rezydencji pałacowej według projektu Domenica Merliniego, wraz z całym zapleczem gospodarczym. Zgromadzili też liczne majątki w austriackiej Galicji.

### Życie prywatne

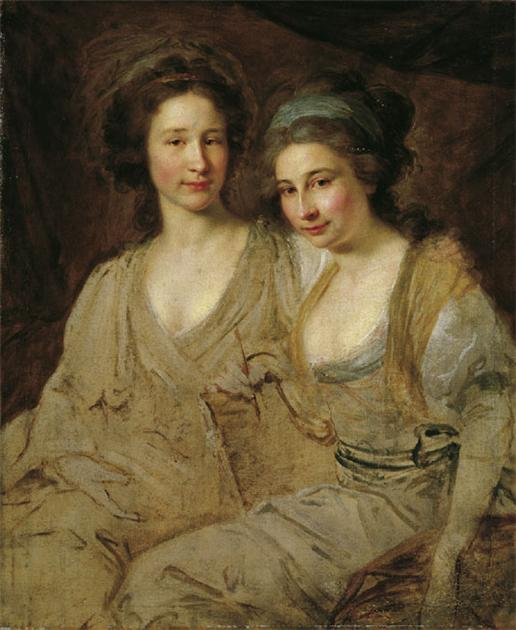
Adelajda i Julianna Zofia Tomatis, nieukończony portret Giovanniego Battisty Lampiego (ok. 1790)

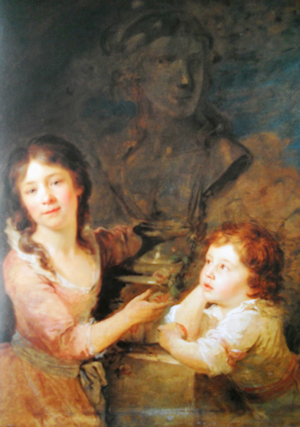
Karolina i Wiktor Tomatis przy popiersiu matki, nieukończony portret Giovanniego Battisty Lampiego (ok. 1790)

Caterina była matką ośmiorga dzieci. Wszystkie nosiły nazwisko Tomatis, choć zważywszy na tryb życia matki, problem ich ojcostwa wzbudza wątpliwości . Były to kolejno:
- Adelajda (ok. 1771-1800), była w 1789 roku adorowana przez goszczącego przejazdem u Tomatisów w Warszawie słynnego szkockiego żeglarza i amerykańskiego bohatera narodowego Johna Paula Jonesa (1747–1792)[45]. Ostatecznie, w styczniu 1797, poślubiła jednak w Petersburgu własnego stryja (młodszego brata ojca), pułkownika w służbie rosyjskiej, hrabiego Tommasa Tomatisa (ok. 1750–1823)[46], na co uzyskano wcześniej dyspensę nuncjusza papieskiego w Warszawie[47]. Mieli oni w Warszawie dwie córki: Katarzynę Karolinę Marcelinę[48] (notowaną też jako Katarzyna Ludwika)[49] (1797–1879) i zmarłą w niemowlęctwie Cecylię Fryderykę Wilhelminę (1799–1800)[50].
- Stanisław Kazimierz (1773-1775), który żył tylko dwa lata.
- Julianna Zofia zw. Zoe (1775-przed 1816), którą spotkał w listopadzie 1789 w Wiedniu wspomniany Jones, gdy po wyjeździe z Warszawy, na prośbę matki odwiedził jej córki w tamtejszej szkole klasztornej, o czym pisał w liście do hrabiny Tomatis i hrabianki Adelaide[51]. Została podobno zakonnicą, jednak jej dalsze losy nie są znane[1] .
- Konstancja (1778-1778), która przeżyła zaledwie dziesięć tygodni.
- Karolina (1781–1870), otrzymała imię po Tomatisie, co wydaje się potwierdzeniem jego ojcostwa. Ją także, jako dziewczynkę, spotkał Jones w wiedeńskim klasztorze, gdzie się kształciła. Musiała być później atrakcyjną kandydatką na żonę, skoro w listopadzie 1807 roku wyszła w austriackim Troppau za hrabiego Friedricha von Wengersky’ego, barona zu Ungerschütz (1782–1832) i zamieszkała w jego rodowej rezydencji w Pilchowitz na Śląsku[52].
- Amalia Katarzyna Joanna (1784-1784) żyła zaledwie miesiąc.
- Wiktor (ok. 1786–1818), poświęcił się karierze wojskowej w Austrii, ale zginął bezdzietnie w pojedynku[53] jako rotmistrz ułanów cesarskich[54]. Wraz z jego śmiercią wygasła męska linia rodziny Tomatisów, linia żeńska kontynuowana jest w rodzinie hrabiów von Wengerskych[55].
- Atanazy Cezary Stanisław Wiktor Amadeusz (1791-1791), urodzony już w Królikarni i ochrzczony w dawnej parafii jazdowskiej. Chłopiec przeżył niecałe dwa tygodnie[2].

Można przypuszczać, że niektórzy z nich byli dziećmi samego Stanisława Augusta. Sugerował to już w 1853 historyk Julian Bartoszewicz (1821–1870), pisząc: „Po śmierci króla Stanisława, cesarz Paweł wyznaczył wsparcie dla różnych przyjaciół i dworzan zmarłego zamieszkałych w Warszawie i przesłał pieniądze na ręce swoich rezydentów do naszego miasta. Przyjaciół tych podzielono na różne kategorie. Potomstwo hrabiego Karola Tomatysa należało do liczby obdarzonych i pomieszczone było w kategorii członków rodziny królewskiej i osób które król Stanisław August zaszczycał szczególną łaską”.
Zachowały się dwa nieukończone młodzieńcze wizerunki czwórki jej dzieci, sportretowanych ok. 1790 roku przez przebywającego w Warszawie włoskiego malarza Giovanniego Battistę Lampiego (dziś w zbiorach Österreichische Galerie Belvedere w Wiedniu). Dwie starsze jej córki, Adelajda i Julianna Zofia nie żyły już w 1816, gdy 17 lipca tego roku posiadłość w Królikarni sprzedawały księciu Michałowi Radziwiłłowi, jako sukcesorzy, już tylko młodsze dzieci Tomatisów – hrabina Karolina von Wengersky i hrabia Wiktor Tomatis wraz ze szwagrem (wdowcem po Adelajdzie) hrabią Tommasem Tomatisem i jego córką Katarzyną Ludwiką.

### Śmierć i pochówek

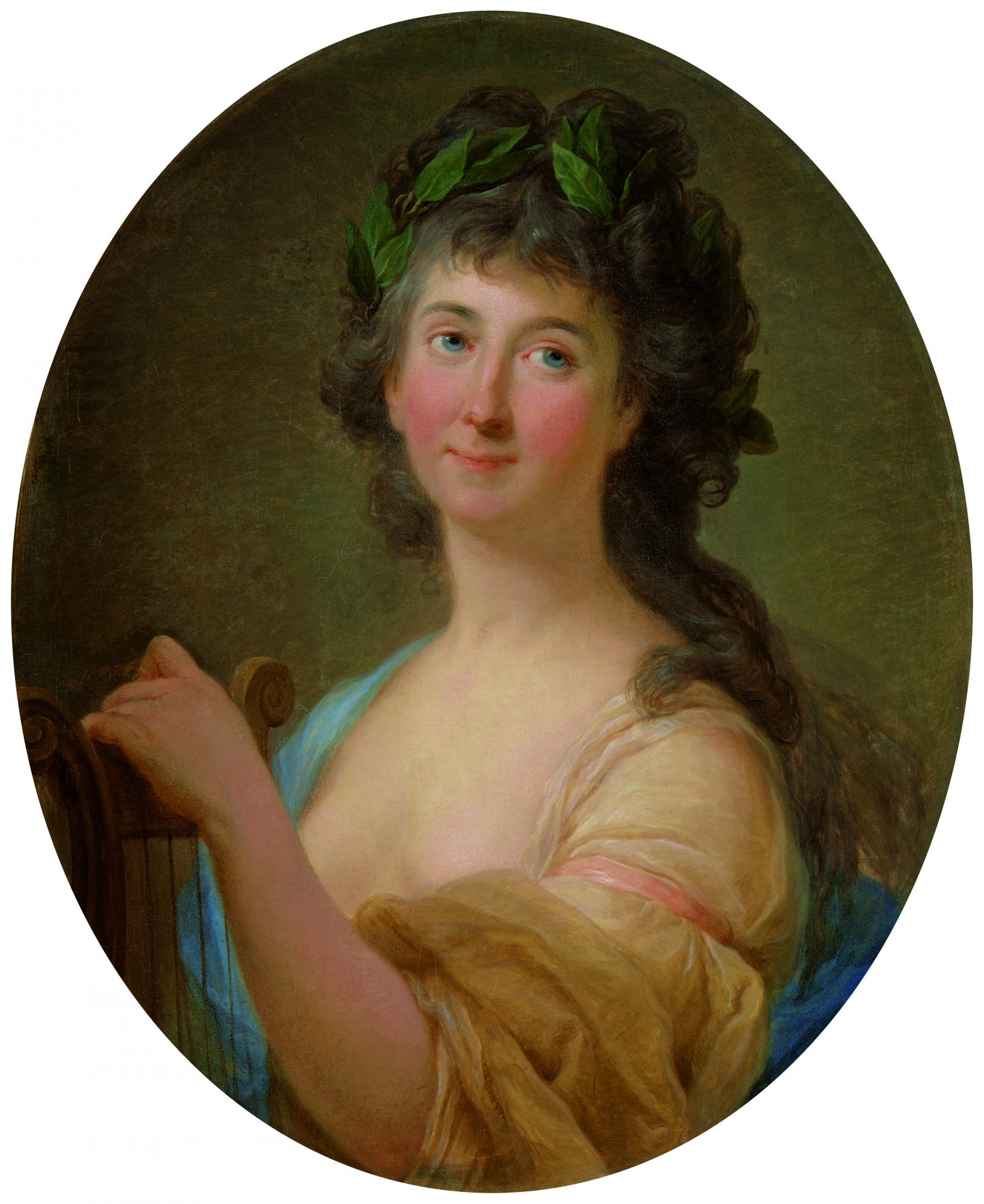
Caterina Tomatis jako muza, portret pośmiertny Marcella Bacciarellego (1794/1795)

Rozmaite opracowania jako datę jej śmierci podają rok 1785. Jednak hrabina Tomatis żyła jeszcze w roku 1791, o czym świadczy zarówno poród jej ostatniego dziecka, jak i zachowana korespondencja z zaprzyjaźnionym księdzem prałatem Gaetanem Ghigiottim (1728–1796), sekretarzem i szefem kancelarii włoskiej w gabinecie króla Stanisława Augusta. Znajdujemy tam m.in. informację, że comiesięczną pensję od króla w wysokości 100 dukatów wypłacono jej jeszcze za sierpień tego roku. W ostatnim liście do Ghigiottiego, z 24 listopada 1791, pani Tomatis wspomina o swoim ciężkim porodzie ostatniego dziecka (w maju tego roku) i trwającej wciąż słabości, przepraszając zarazem za długie milczenie spowodowane „jej okrutną chorobą”. Nie ma jasności na co dokładnie chorowała. Prosi też o „przekazanie podziękowań i wdzięczności królowi” za wyrazy zainteresowania jej stanem zdrowia i zaprasza prałata, by ją odwiedził, bo „nic tak nie pociesza chorego jak widok przyjaciela”. Z notatki Ghigiottiego na tym liście dowiadujemy się dodatkowo, że faktycznie odwiedził ją już następnego dnia, 25 listopada, przekazując chorej od króla złoty pierścień z różowym brylantem wartości 700 dukatów i drugi od siebie, otoczony czarną emalią wartości 400 dukatów z wyrytym na nim napisem „Wieczna Przyjaźń”. Tak żegnali Stanisław August i prałat Ghigiotti swoją wieloletnią przyjaciółkę.
Caterina Tomatis zmarła więc bez wątpienia po tych wydarzeniach, dlatego orientacyjnie podaje się obecnie datę „około 1792 roku” , choć trudno dziś odnaleźć źródłowe potwierdzenie dokładnej daty jej śmierci. Pochowano ją na cmentarzu ujazdowskim przy jej kościele parafialnym pod wezwaniem św. Anny i św. Małgorzaty (na terenie dzisiejszego Belwederu), podobnie jak później jej męża, którego pogrzeb odbył się tam 15 czerwca 1797 roku. Kościół i cmentarz zlikwidowano w 1818 roku, przenosząc szczątki zmarłych na cmentarz świętokrzyski, który także nie zachował się.

## Upamiętnienia

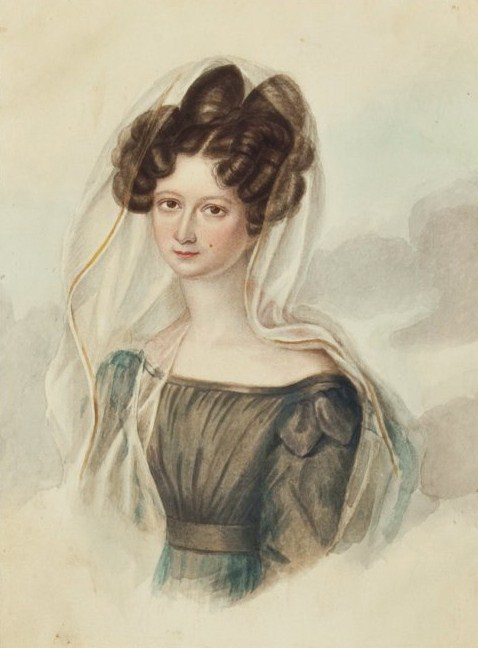
Katarzyna (Jekatierina) Czewkin z domu Tomatis (ok. 1830)

Pamięć o niej żywa była w tradycji rodzinnej dwóch córek, Adelajdy i Karoliny. Jej imionami zostały ochrzczone obie córki Adelajdy i Tommasa Tomatisów: słynna z urody hrabianka Katarzyna (Jekatierina) Tomatis (1797, Warszawa–1879, Nicea), dama dworu rosyjskiego, a od 1829 roku żona rosyjskiego oficera, a z czasem generała i ministra Konstantina Czewkina, oraz zmarła w niemowlęctwie Cecylia (1799, Warszawa–1800, Warszawa). Także jedna z córek Caroline Tomatis i hrabiego Friedricha von Wengersky’ego otrzymała na chrzcie dwa z imion sławnej babki – Cecylia Maria (1815–1851). Wspomnienie urody Cateriny Gattai Tomatis i jej zażyłości z królem Stanisławem Augustem powracało natomiast w piśmiennictwie polskim XIX wieku, choć cieniem na jej osobie kładła się zawsze zła sława towarzysząca poczynaniom jej męża Carla Alessandra Tomatisa.

## Ślady
Nie zachował się niestety żaden wizerunek Gattai jako tancerki. Przepadło także jej popiersie, wykonane przez królewskiego rzeźbiarza André Le Bruna, które widnieje na portrecie młodszych dzieci artystki, Karoliny i Wiktora. Są za to jej cztery malarskie podobizny: akwarela z okresu młodości, przypisywana miniaturzyście Johannowi Zeichowi (w zbiorach Zamku Królewskiego w Warszawie), niedawno zidentyfikowany portret Giovanniego Battisty Lampiegopo (w Österreichische Galerie Belvedere) oraz dwa portrety pędzla Marcella Bacciarellego (jeden pośmiertny), które zdobią dziś Pałac na Wyspie w Łazienkach Królewskich. Zachowały się także jej odręczne listy do Gaetana Ghigiottiego, przechowywane obecnie w Archiwum Głównym Akt Dawnych w Warszawie.
Najwięcej udokumentowanej wiedzy o niej jako tancerce w Polsce zgromadził i przedstawił w 1965 roku wybitny teatrolog, profesor Mieczysław Klimowicz w swojej pracy Początki teatru stanisławowskiego, 1765–1773. Godne uwagi są także ustalenia dokonane przez historyka baletu Pawła Chynowskiego, który w znacznym stopniu zweryfikował dotychczasową wiedzę o Caterinie Gattai i jej warszawskim otoczeniu. Jego prace  oraz dodatkowe konsultacje zostały wykorzystane w tym opracowaniu.

## Błędy i fantazje
Większość dostępnych dziś wiadomości na jej temat pochodzi spod piór rozmaitej maści amatorów jej pikantnej historii, począwszy od Giacomo Casanovy, który uwiecznił i rozsławił Caterinę w słynnych pamiętnikach. Jemu też zawdzięczamy trochę barwnych szczegółów o Gattai zza kulis polskiej sceny publicznej w warszawskiej Operalni. To on właśnie wspominał ją jako Catai, czego trzymali się później bezkrytycznie inni autorzy. Rzecz w tym, że Casanova nie znał jej wcześniej, w przeciwieństwie do swojej dawnej dobrej znajomej Anny Binetti, którą spotkał w Polsce ponownie i wspierał dyskretnie w jej walce o pierwszeństwo na warszawskiej scenie. Do Gattai nie miał wtedy raczej bliższego dostępu, ze względu na wielu możniejszych wielbicieli z królem na czele. W jej „stronnictwie” teatralnym znalazło się zresztą wielu członków wpływowego wówczas ugrupowania „Familii” Czartoryskich i Poniatowskich, którym obieżyświat nie śmiał się narażać, chcąc korzystać z ich życzliwości i wsparcia (pisze o tych uwarunkowaniach w swoim tekście). Krótko mówiąc, Casanova nie miał szans zaliczyć Gattai do swoich zdobyczy miłosnych, więc nie zasłużyła sobie na jego szczególne zainteresowanie i sentyment jakim darzył zawsze dawne kochanki. Do tego, swoje pamiętniki pisał ponad dwadzieścia lat później, więc mógł nawet zapomnieć jak ją nazywano jako tancerkę. Pomyłki w nazwiskach zdarzały mu się zresztą często, nie mówiąc o tym że zapisywano je wtedy na ogół fonetycznie. W każdym razie w teatrach włoskich, począwszy od 1760 roku, wymieniano ją jako Gattai, jednak wielu autorów zaufało Casanovie i wersja „Catai” pojawia się nadal w pracach traktujących o historii teatru.
Podawane o niej informacje są bardzo często nieprecyzyjne, a nawet bałamutne. Opierają się na niezweryfikowanych XIX-wiecznych przekazach i powtarzają wcześniejsze błędy. Wciąż zniekształca się na różne sposoby jej pseudonim sceniczny. Podaje się niewłaściwy rok urodzenia. Bezpodstawnie określa się ja niekiedy jako śpiewaczkę i aktorkę (a nawet „piosenkarkę”), podczas gdy w rzeczywistości była wyłącznie tancerką. Jej męża Tomatisa przedstawia się czasem jako byłego komika, choć nigdy nie występował na scenie, bo młodość spędził podczas wojny siedmioletniej w armii austriackiej, a potem krótko w poselstwie austriackim w Sankt Petersburgu, skąd bezpośrednio przyjechał w połowie 1764 roku do Warszawy. Jej szwagra (i zarazem zięcia) Tommasa Tomatisa uznaje się za jej syna. Mylnie identyfikuje się jej dzieci na obrazach, bez poprawnej analizy. Ponadto podaje się niewłaściwą datę jej śmierci. Do tego w polsko-włoskim magazynie „Gazzetta Italiana”, włoski aktor i reżyser Danilo Gattai określony został bezpodstawnie „potomkiem kochanki króla Stanisława Augusta”.

## Życie po życiu

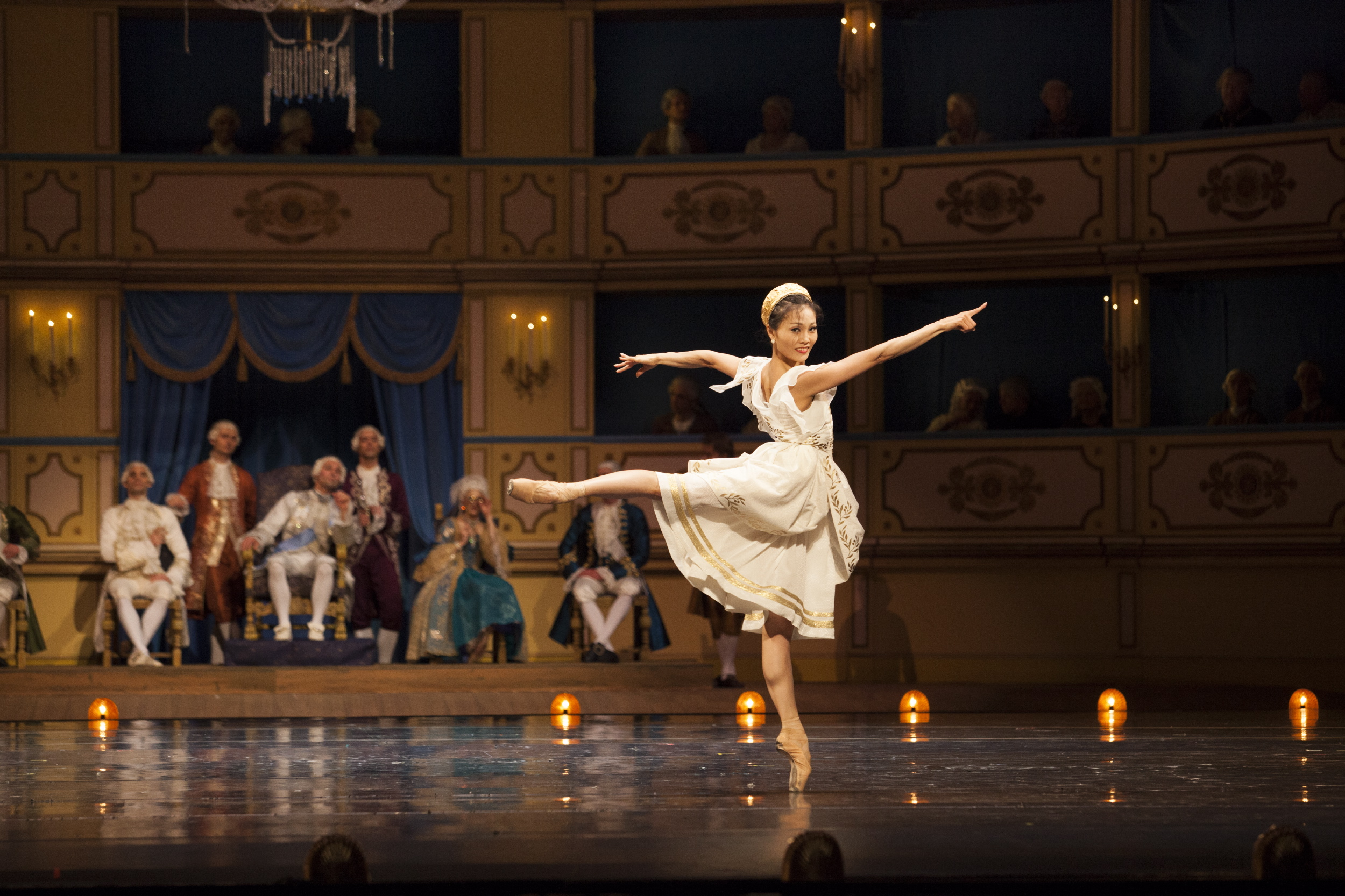
Yuka Ebihara jako Mlle Gattai w balecie Casanova w Warszawie Krzysztofa Pastora, Polski Balet Narodowy

Z inspiracji Pawła Chynowskiego Caterina Gattai stała się jedną bohaterek baletu Casanova w Warszawie w Teatrze Wielkim – Operze Narodowej. Chynowski jako librecista wraz z choreografem Krzysztofem Pastorem przypomnieli w tym przedstawieniu jej osobę przy okazji obchodów 250-lecia polskiego teatru publicznego. Prapremiera baletu, wspartego muzyką Wolfganga Amadeusa Mozarta pod batutą Jakuba Chrenowicza i scenografią Gianniego Quaranty, odbyła się w Warszawie 28 maja 2015 roku. Postać Mlle Gattai kreowała japońska gwiazda Polskiego Baletu Narodowego, Yuka Ebihara, a towarzyszył jej jako Casanova Vladimir Yaroshenko oraz m.in.: Maksim Woitiul (Hrabia Branicki), Aleksandra Liashenko (Mme Binetti), Robin Kent (Le Picq), Aneta Zbrzeźniak (Mlle Casacci), Adam Kozal w roli króla Stanisława Augusta, Patryk Walczak jako Carlo Tomatis i Viktor Banka (Hrabia Moszyński). Program przedstawienia zawiera interesujące materiały na temat samej Gattai i jej środowiska w pierwszych latach istnienia warszawskiego baletu.